# Венделл (Північна Кароліна)
Венделл (англ. Wendell) — місто (англ. town) в США, в окрузі Вейк штату Північна Кароліна. Населення — 9793 особи (2020).

## Географія
Венделл розташований за координатами 35°46′17″ пн. ш. 78°24′57″ зх. д. / 35.77139° пн. ш. 78.41583° зх. д. (35.771343, -78.415777).  За даними Бюро перепису населення США в 2010 році місто мало площу 13,52 км², з яких 13,48 км² — суходіл та 0,04 км² — водойми.

## Демографія
Згідно з переписом 2010 року, у місті мешкало 5845 осіб у 2270 домогосподарствах у складі 1495 родин. Густота населення становила 432 особи/км².  Було 2430 помешкань (180/км²).
Расовий склад населення:
| - 58,1 % — білих - 30,2 % — чорних або афроамериканців - 0,9 % — азіатів - 0,8 % — корінних американців - 6,8 % — осіб інших рас |

До двох чи більше рас належало 3,2 %. Частка іспаномовних становила 11,5 % від усіх жителів.
За віковим діапазоном населення розподілялося таким чином: 29,5 % — особи молодші 18 років, 58,9 % — особи у віці 18—64 років, 11,6 % — особи у віці 65 років та старші. Медіана віку мешканця становила 33,4 року. На 100 осіб жіночої статі у місті припадало 85,3 чоловіків;  на 100 жінок у віці від 18 років та старших — 79,5 чоловіків також старших 18 років.
Середній дохід на одне домашнє господарство  становив 62 666 доларів США (медіана — 45 304), а середній дохід на одну сім'ю — 74 041 долар (медіана — 51 444). За межею бідності перебувало 20,9 % осіб, у тому числі 33,5 % дітей у віці до 18 років та 5,5 % осіб у віці 65 років та старших.
Цивільне працевлаштоване населення становило 2619 осіб. Основні галузі зайнятості: освіта, охорона здоров'я та соціальна допомога — 20,8 %, роздрібна торгівля — 13,9 %, публічна адміністрація — 11,2 %, науковці, спеціалісти, менеджери — 10,7 %.